# Lopeño (Teksas)
Lopeño je naseljeno mjesto za statističke potrebe u američkoj saveznoj državi Teksas. Prema popisu stanovništva iz 2010. u njemu je živjelo 174 stanovnika.